# 한국논단
《한국논단》은 대한민국의 보수주의 성향 월간지이다.
1989년 조선일보 논설위원 출신의 이도형이 창간했고, 이후 5.18 광주 민주화 운동의 재평가에 비판적인 입장을 취하고 제주 4·3 사건을 공산주의자의 폭동이라고 주장했다. 1997년의 대한민국 제15대 대통령 선거를 앞두고는 김대중 새정치국민회의 대통령후보의 사상검증 청문회를 개최하는 등 한국 보수세력의 주장을 대변해왔다.

## 같이 보기
- 조선일보
- 월간조선
- 국민행동본부
- 이도형
- 김대중
- 조갑제